# 國際常設槍械測試委員會
國際常設槍械測試委員會，法语Commission Internationale Permanente pour l’Epreuve des Armes à Feu Portatives (缩写：C.I.P.)成立于1914年，是一个负责枪支和弹药的国际标准化和测试国际组织。该委员会的任务是对成员国境内的狩猎、射击和防卫武器的官方射击系统进行标准化和监督。

## 成员国
C.I.P.目前有14个成员国。公约的签署国承诺相互承认证明商标，并通过立法（法令、条例、法律等）执行C.I.P.的决定。该公约的保存人是比利时政府。

| - 比利时 - 智利 - 捷克 - 芬兰 - 法國 | - 德国 - 匈牙利 - 義大利 - 俄羅斯 - 斯洛伐克 | - 西班牙 - 阿联酋 - 英国 - 奥地利 |